# Wrong (canção de Depeche Mode)
"Wrong" é o primeiro single lançado do décimo segundo álbum de estúdio do grupo de música eletrônica Depeche Mode, Sounds of the Universe, e seu 46º single no Reino Unido em geral. Foi lançado nas rádios em fevereiro de 2009 e ficou disponível para compra online em 24 de fevereiro de 2009. O single foi lançado fisicamente em 6 de abril de 2009. A versão de 12 polegadas do single foi lançada em 11 de maio de 2009. O lado B "Oh Well" (que também aparece na edição deluxe box set de Sounds of the Universe) é a primeira colaboração escrita entre Martin Gore (música) e Dave Gahan (letra).
Comercialmente, o single alcançou o número um na Escócia e entrou no top 10 em nove países do mundo, incluindo França, Alemanha, Itália e Suécia. No Reino Unido, é o hit top 40 mais recente do Depeche Mode, chegando ao número 24 no UK Singles Chart. Ele também encontrou algum sucesso nas paradas da América do Norte, chegando ao número 64 no Canadá e número um na parada de músicas do Billboard Dance Club dos Estados Unidos.

## Videoclipe
O videoclipe de "Wrong" foi filmado em dezembro de 2008 e dirigido por Patrick Daughters. Ele estreou na página da banda no MySpace em 20 de fevereiro de 2009. O vídeo mostra um Ford Crown Victoria rolando para trás em uma rua do centro de Los Angeles, aparentemente sem motorista ao volante. Um tiro dentro do carro revela um homem com uma máscara de látex inconsciente no banco da frente, interpretado pelo baterista do Liars, Julian Gross. Quando o carro bate em outro carro (mas continua rolando), o homem acorda. Enquanto ele tenta desesperadamente parar o carro, fica evidente que ele está amarrado e amordaçado. O carro passa pela banda (observando de uma calçada) e atinge um pedestre, latas de lixo, carrinhos de compras e cones de trânsito. Um veículo da polícia começa a perseguir o carro. Quando o homem finalmente consegue libertar seus pulsos e remover a máscara, uma caminhonete branca bate na lateral do carro, fazendo-o parar.
Em 3 de dezembro de 2009, foi indicado ao Grammy de "Melhor Vídeo Curto". No mesmo dia, Sounds of the Universe o álbum do qual o single aparece, foi nomeado para Melhor Álbum de Música Alternativa.

## Faixas
| CD single europeu 1. "Wrong" – 3:13 2. "Oh Well" (Black Light Odyssey remix) – 5:53 CD single europeu de edição limitada (Remixes) 1. "Wrong" (original) – 3:13 2. "Wrong" (Trentemøller club remix) – 6:55 3. "Wrong" (Thin White Duke remix) – 7:41 4. "Wrong" (Magda's Scallop Funk remix) – 6:21 5. "Wrong" (D.I.M. vs Boys Noize remix) – 5:11 Single europeu de 7 polegadas de edição limitada A. "Wrong" – 3:13 B. "Oh Well" (edit) – 4:25 | Single europeu de 12 polegadas A1. "Wrong" A2. "Wrong" (Thin White Duke remix) B1. "Wrong" (Trentemøller club remix) B2. "Wrong" (Caspa remix) CD promocional dos EUA 1. "Wrong" (album) 2. "Wrong" (edit) |